# Jagga Bites
Jagga Bites war eine aus Baden-Württemberg stammende Band, die vorwiegend Musik aus den Genres Reggae und Dancehall spielte. Da die Mitglieder zum Großteil aus Stuttgart stammten, sah die Band dort auch ihren Ursprung. Zuletzt bestand die Band aus neun Musikern.

## Bandgeschichte
Die Band wurde im Jahr 2004 von den Mitgliedern Sinan Tiryaki, Markus Heinrich, Moritz Dolder und Alexander Spanic gegründet. Als offizielles Geburtsdatum wird der 25. Juli 2004 genannt, da die Band hier erstmals unter dem Namen Kabila auf dem traditionellen Open Air Warmbronn (damals noch SunXplosion) auftrat. Aufgrund des unglücklich politisch gewählten Namens Kabila wurde die Band jedoch kurz darauf in Jagga Bites umbenannt. Zunächst war im Namen noch der Zusatz Combo (Jagga Bites Combo) zu finden. Im Laufe der Zeit verzichtete die Band jedoch vermehrt auf den Zusatz und nannte sich fortan nur noch Jagga Bites.
Begann die Band zu Beginn ihrer Karriere noch mit einer klassischen Rock-Besetzung und lediglich vier Musikern, vergrößerte man sich schnell auf bis heute neun Musiker. Dabei spielte vor allem die Reggae-Formation Reggaeneration aus Warmbronn eine tragende Rolle, da ein Teil ihrer Musiker die Jagga Bites Combo ergänzten. So stießen Ben „Easyman“ und Oliver „O.J.“ kurz nach der Gründung hinzu und brachten viele Einflüsse von Reggaeneration mit in die Band.
Als größte Erfolge verzeichnet die Band unter anderem den Gewinn des Nachwuchswettbewerbs Youngsterball Contest in Stuttgart und den daraus resultierenden Auftritt in der Sendung Newcomer TV im hr-Fernsehen. Auftritte beim 22. Summerjam 2007 in Köln und beim Chiemsee Reggae Summer 2012 sowie Konzerte im europäischen Ausland (Österreich, Rumänien, Italien) folgten.
Im Jahr 2012 präsentierte die Band kurz nach der Veröffentlichung ihres dritten Studioalbums Songs For ... ihr erstes Musikvideo zur Single Rejoice Again.
Nach einem Abschiedskonzert am 28. Dezember 2012 löste sich die Band auf.

## Besetzung

### Letzte Besetzung
- Achim Westedt, genannt Che Achim, spielte seit dem Gründungsjahr 2004 Keyboard und Orgel.
- Alexander Spanic, ebenfalls genannt Alee oder Alex, ist eines der Gründungsmitglieder und spielt E-Gitarre. In den Anfangszeiten der Band war er Leadsänger und Frontman der Band, wurde später jedoch von den aktuellen Sängern Norman „Akwesi“ Wabro und Ben „Easyman“ Kuhn abgelöst. Zuletzt unterstützte er die beiden Sänger mit der Background-Stimme. Neben Jagga Bites war er auch als Backup-Musiker für u. a. Anthony Locks & Royal Commando auf der Bühne.[3]
- Markus Heinrich ist Gründungsmitglied der ersten Stunde und war Schlagzeuger der Band. Zudem zeichnete er lange Zeit mit verantwortlich für das Bandmanagement und das Booking. Er galt ebenfalls als einer der Kreativköpfe, was die Komposition und die Arrangements der Songs angeht. So war er als Koordinator wesentlich an der Produktion aller drei Studio-Alben beteiligt. Neben Jagga Bites spielte Markus auch als Schlagzeuger in diversen Musikprojekten, unter anderem in der Stuttgarter Funkpop-Band Fatlaces.
- Moritz Dolder, genannt Mo, ist Gründungsmitglied und war Bassist der Band.
- Sinan Tiryaki ist Gründungsmitglied und war einer der beiden Gitarristen der Band. Als freischaffender Webdesigner und Architekt war er für die offizielle Internetseite der Band verantwortlich. Zudem schuf er gemeinsam mit Markus Heinrich für viele Kompositionen und Songs der Band.
- Max Haußer, auch genannt Mäxn oder Maximum Power, war das jüngste Bandmitglied und stieß 2010 zur Band. Er besetzte zusammen mit Fanny die Brass-Section und spielte Posaune. Im Gegensatz zu den meisten Bandmitgliedern lebt und arbeitet er in Tübingen.
- Fanny Rothe stieß 2009 als Ersatz für Phillip „Phil“ Dürr als Saxophonistin zur Band. Neben weiteren Bigband-Projekten engagierte sie sich zusätzlich im Kreisjugendorchester Esslingen.[4]
- Norman „Akwesi“ Wabro, auch bekannt unter Jr. Jahroty, war einer der beiden Frontmänner und Sänger der Band. Seinen Beinamen „Akwesi“ vom Akan-Volk in Ghana (auch „Akwasi“), bekam Norman auf seiner Reise 2011 durch Ghana. Akwesi steht dabei für seinen Geburtstag und ist gleichbedeutend mit „sunday born“.
- Benedikt „Ben“ Kuhn, auch bekannt als Mr. Lazy Reggin oder Easyman, war neben Norman Akwesi einer der beiden Frontmänner und Sänger. Bevor er im Jahr 2005 die Band ergänzte, agierte er als einer der Frontmänner im Musiker-Kollektiv Reggaeneration.

### Frühere Mitglieder
- Oliver „O.J.“ Fiedler (2004–2010, Trompete)
- Philipp „Phil“ Dürr (2006–2009, Saxophon)[5]

### Erweiterte Besetzung
- Alexander „Bootzi“ Botzenhardt (seit 2011, Bass)

## Diskografie

### Alben
- 2005: What's the Language (VÖ: 10. Dezember 2005, Label: Chaos)
- 2007: Groove Confusion (VÖ: 12. Mai 2007, Label: Mocca Music)
- 2011: Living Life (Live vom Dach der Bastion Kirchheim)
- 2011: Songs For... (VÖ: 29. Oktober 2011, Label: Mocca Music)

### Sampler
- 2005: Bluebox Sampler Vol. 1 (Track: House Of the Youth)
- 2007: Riddim Heft-CD (Track: No Matter)
- 2007: Bluebox Sampler Vol. 2 (Track: No Rascism)
- 2008: SKA21 (Track: Drive Riddim)